# Công Nguyên
Công Nguyên (viết tắt là CN) là thuật ngữ được sử dụng để đánh số năm trong Lịch Julius và Lịch Gregory. Thuật ngữ này là gốc từ tiếng Latinh thời Trung Cổ, A là AD). Từ "Công nguyên" (chữ Hán: 公元) trong Hán  Việt được vay mượn từ tiếng Trung. Trong tiếng Trung, "Công nguyên" 公元 là tên gọi tắt của "Công lịch kỷ nguyên" 公曆紀元.
Công Nguyên hay Kỷ nguyên Công lịch tính từ khi Chúa Giêsu được sinh ra. Trước thời điểm Giêsu sinh ra được gọi là Trước Công Nguyên hay "Trước Công lịch kỉ Nguyên" (viết tắt là TCN, cách sử dụng tương ứng ở phương Tây là BC, viết tắt của Before Christ).
Hệ thống TCN và CN được phát minh bởi Dionysius Exiguus của Scythia Minor vào năm 525, nhưng không được sử dụng rộng rãi cho đến sau năm 800.
Cách ghi này trong lịch Gregorian được sử dụng rộng rãi nhất trên thế giới hiện nay. Nó đã trở thành tiêu chuẩn không chính thức trên phạm vi toàn cầu, được áp dụng vì các lợi ích thiết thực trong sử dụng truyền thông quốc tế, vận tải và hội nhập thương mại và được các tổ chức quốc tế như Liên Hợp Quốc công nhận.

## Lịch sử

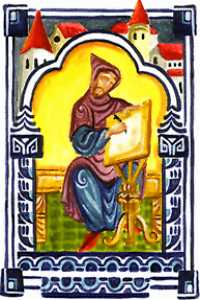
Dionysius Exiguus sáng chế ra kỷ nguyên Kitô để tính ngày Lễ Phục Sinh

Khái niệm kỷ nguyên Kitô được tu sĩ Dionysius Exiguus đặt ra vào thế kỷ VI khi ông tính lịch cho các ngày lễ Phục Sinh và được dùng với các lịch Julius và Gregory. Không có năm 0 trong các lịch này; năm 1 TCN được theo sau bằng năm 1 CN. Các nhà làm sử áp dụng thông lệ này vì nó được dùng lần đầu bởi tu sĩ Beda trong tác phẩm Historia Ecclesiastica Gentis Anglorum (Lịch sử giáo hội của người Anh, 731). Ông không dùng số 0, mặc dù ông đã biết số 0 vào lúc đó, vì việc đếm số cho năm bắt đầu từ 1 chứ không phải 0. Năm 0 trong lịch thiên văn là năm 1 TCN; các năm trước 0 được đánh số âm, như −1 = 2 TCN.
Hầu hết các học giả Kinh Thánh hiện nay cho rằng Dionysius đã tính sai, và rằng trên thực tế Giêsu sinh trong khoảng từ năm 8 TCN tới năm 4 TCN. Dữ kiện muộn nhất liên quan đến sự giáng sinh của Giê-su là cái chết của Herod Đại đế vào năm 4 TCN.

## Sau Công Nguyên
Tại Việt Nam, một số người do hiểu lầm CN là chỉ năm Chúa Giê-su ra đời nên họ đã gọi những năm nằm trong Công nguyên là năm "sau Công nguyên". Công nguyên là kỷ nguyên bắt đầu từ năm được cho là năm Chúa Giê-su ra đời, Công nguyên vẫn còn đang tiếp diễn, nó chỉ ngừng lại khi người ta quyết định kết thúc nó. Chừng nào Công nguyên chưa kết thúc thì mọi năm chỉ có thể là nằm trước hoặc trong Công nguyên, không có năm "sau Công nguyên".
Theo cách nghĩ bình thường với kiến thức chung của người Việt Nam, từ " Công Nguyên" được hiểu là mốc (hoặc là số 0), nên họ thường sử dụng giới từ Trước (-) và Sau (+) để định hình câu nói của họ. Ví dụ: sau công nguyên 2 năm là Năm 2+.